# Три Риверс (Масачусетс)
Три Риверс (енгл. Three Rivers) град је у америчкој савезној држави Масачусетс.

## Демографија
По попису из 2000. године број становника је 2.939.
| Група             | 2000.         | 2010.    |
| Белци             | 2.849 (96,9%) | 0 (0,0%) |
| Афроамериканци    | 10 (0,3%)     | 0 (0,0%) |
| Азијати           | 4 (0,1%)      | 0 (0,0%) |
| Хиспаноамериканци | 31 (1,1%)     | 0 (0,0%) |
| Укупно            | 2.939         | 0        |